# Banco Mineiro do Oeste
O  Banco Mineiro do Oeste foi uma instituição financeira localizada em Belo Horizonte, Minas Gerais. Seu fundador foi João do Nascimento Pires. Surgiu como um estabelecimento bancário em Visconde do Rio Branco, Minas Gerais. Se instalou em Belo Horizonte em meados de 1965. Através de seu banco, também apoiou muitas produções de filmes brasileiros como A Hora e Vez de Augusto Matraga, A Vida Provisória, Garota de Ipanema, além filmes produzidos por Júlio Bressane, Paulo César Saraceni e outros. Quando o banco estava no auge de seu crescimento, uma política de concentração do sistema bancário brasileiro foi implantada por Delfim Neto, em 1969. Delfim era ligado aos interesses de bancos paulistas, e o Banco Mineiro do Oeste foi absorvido pelo banco Bradesco, em 1970.